# إميري جوهانز فان دونزل
إميري جوهانز فان دونزل (5 يوليو 1925 - فاسينار، 29 أكتوبر 2017) مؤرخ هولندي مهتم بالشرق الأوسط، وله اهتمامات خاصة في إثيوبيا والتفاعل بين العالم الإسلامي والمسيحية.
شغل منصب مدير المعهد الهولندي للشرق الأدنى، ورئيس تحرير دائرة المعارف الإسلامية. حصل على التكريم من الأكاديمية الملكية الهولندية للفنون والعلوم، ودكتوراه فخرية من جامعة هامبورغ، وميدالية ضابط برتبة أورنج-ناساو.